# Яндыки
Яндыки — село в Лиманском районе Астраханской области России, административный центр Яндыковского сельсовета.

## История
Основание села связано с подписанием императором Николаем I 30 декабря 1848 года указа О заселении дорог на калмыцких землях Астраханской губернии, согласно которому на калмыцких землях предполагалось учредить 44 станицы в шести направлениях, поселив в каждой по 50 калмыцких семей и по 5 семей государственных крестьян с наделением их 30 десятинами земли. 8 поселений (из 44) должны были возникнуть и на так называемом Линейном тракте, связывавший Астрахань и Кизляр.
Обоседлание[неизвестный термин] калмыцкого населения не удавалось, и Министерство государственных имуществ 28 февраля 1850 года сделало распоряжение главному попечителю об отыскании необходимого переселенческого контингента в указанные станицы. Село заселялось оно переселенцами из Воронежской губернии. Официально село было создано в 1853 году. К 1859 году в станице Яндыковской проживало 373 души мужского и 395 женского пола.
Яндыки являлись ставкой Яндыковского улуса вплоть до 1889 году, когда Яндыковский улус был объединён с Мочажным ведомством в Яндыко-Мочажный улус, а ставка улуса перенесена в Долбан. Согласно всероссийской переписи 1897 года наличное население села Яндыковского Яндыковской волости Астраханского уезда Астраханской губернии составило 1775 человек, постоянное 1745.
Согласно Памятной книжке Астраханской губернии на 1914 год в селе Яндыки имелось 343 двора, проживало 1481 душа мужского и 1485 женского пола. За селом было закреплено 2150 десятин удобной и 5576 десятин неудобной земли.
До 1927 года село Яндыки оставалось в состав Астраханской губернии. Постановлением Президиума ВЦИК 9 мая 1927 года Яндыковский сельский совет Бирючекосинского района Астраханской губернии в целях преодоления чересполосицы был передан в состав Яндыко-Мочажного улуса Калмыцкой автономной области. В 1929 году организован колхоз «Большевик».
С 1935 года — село в составе Долбанского улуса Калмыцкой АССР. 28 декабря 1943 года калмыцкое население было депортировано. Село Яндыки, как и другие населённые пункты Долбанского улуса Калмыцкой АССР, передано в состав Астраханской области.
В 2005 году произошёл калмыцко-чеченский межэтнический конфликт, вылившийся в массовые беспорядки.

## Общая физико-географическая характеристика
Село расположено на западе Лиманского района, в пределах ильменно-бугровой равнины, на высоте около 10 местров ниже уровня мирового океана. Особенностью местности является распространение вытянутых в субширотном направлении так называемых бэровскими буграми. Понижения между буграми заняты ильменями, ериками и солончаками. Почвенный покров комплексный: на буграх Бэра распространены бурые полупустынные почвы, в межбугровых понижениях ильменно-болотные и ильменно-луговые почвы.
По автомобильной дороге расстояние до областного центра города Астрахани составляет 120 км, до районного центра посёлка городского типа Лиман — 9 км.
Климат
Климат резко континентальный, характеризуется сухой и жаркой весной, засушливым летом, холодной, бесснежной и ветреной зимой. Средняя температура воздуха в полдень самого жаркого месяца — 29,5 градусов, самого холодного −4,7 градусов по Цельсию. В течение года преобладают восточные ветра. Средняя скорость ветра — 2,9 метров в секунду. Среднегодовое количество осадков — 220 мм.
Часовой пояс
Яндыки, как и вся Астраханская область, находится в часовой зоне МСК+1. Смещение применяемого времени относительно UTC составляет +4:00.

## Население
| 1859 | 1897 | 1900 | 1904 | 1908 | 1914 |
| ---- | ---- | ---- | ---- | ---- | ---- |
| 768  | 1775 | 1710 | 1759 | 2089 | 2946 |

| 2002 | 2010  | 2011  | 2021  |
| ---- | ----- | ----- | ----- |
| 3427 | ↘3135 | ↗3149 | ↘3111 |

Согласно результатам переписи 2002 года большинство населения посёлка составляли русские (74 %)

## Фотогалерея

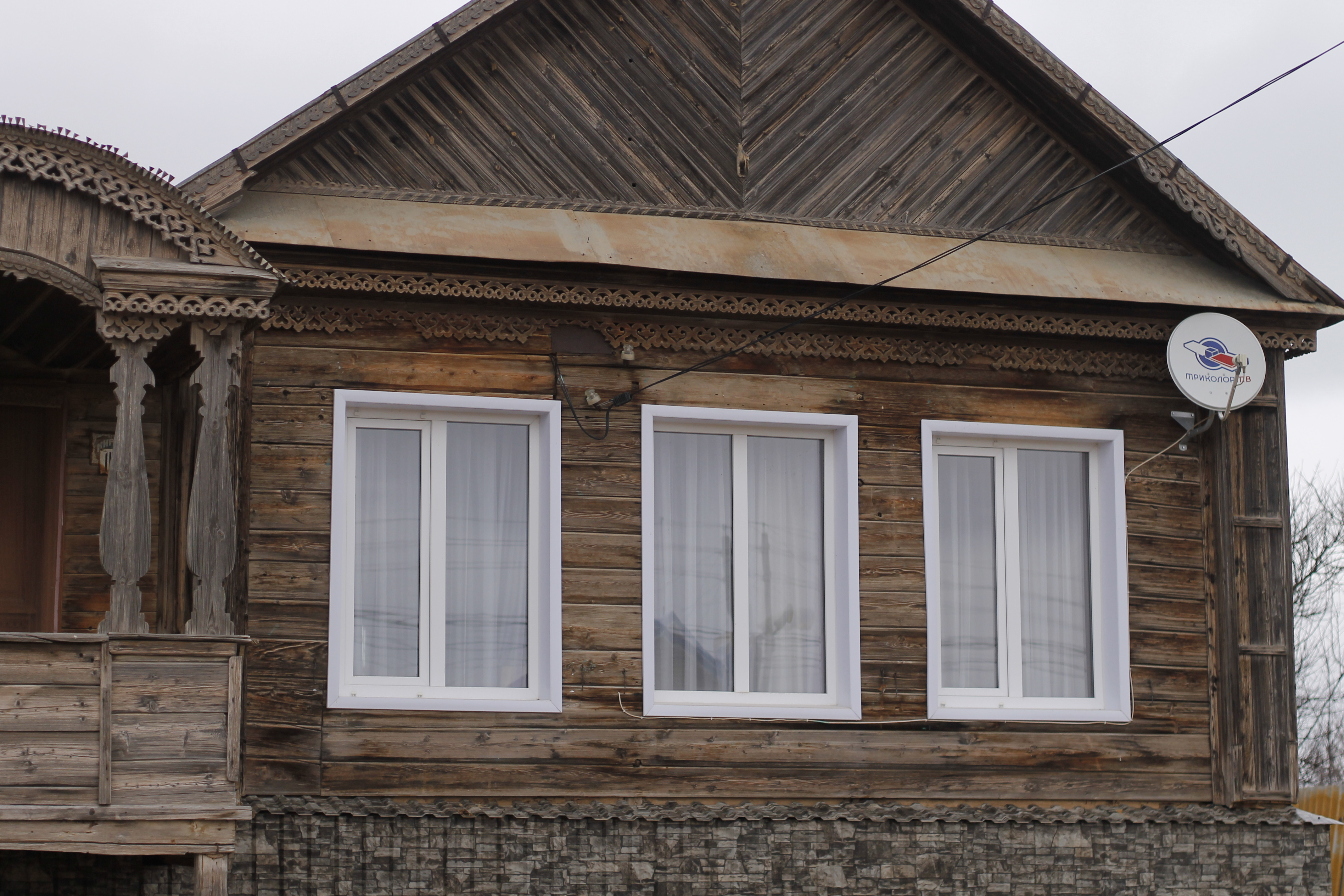
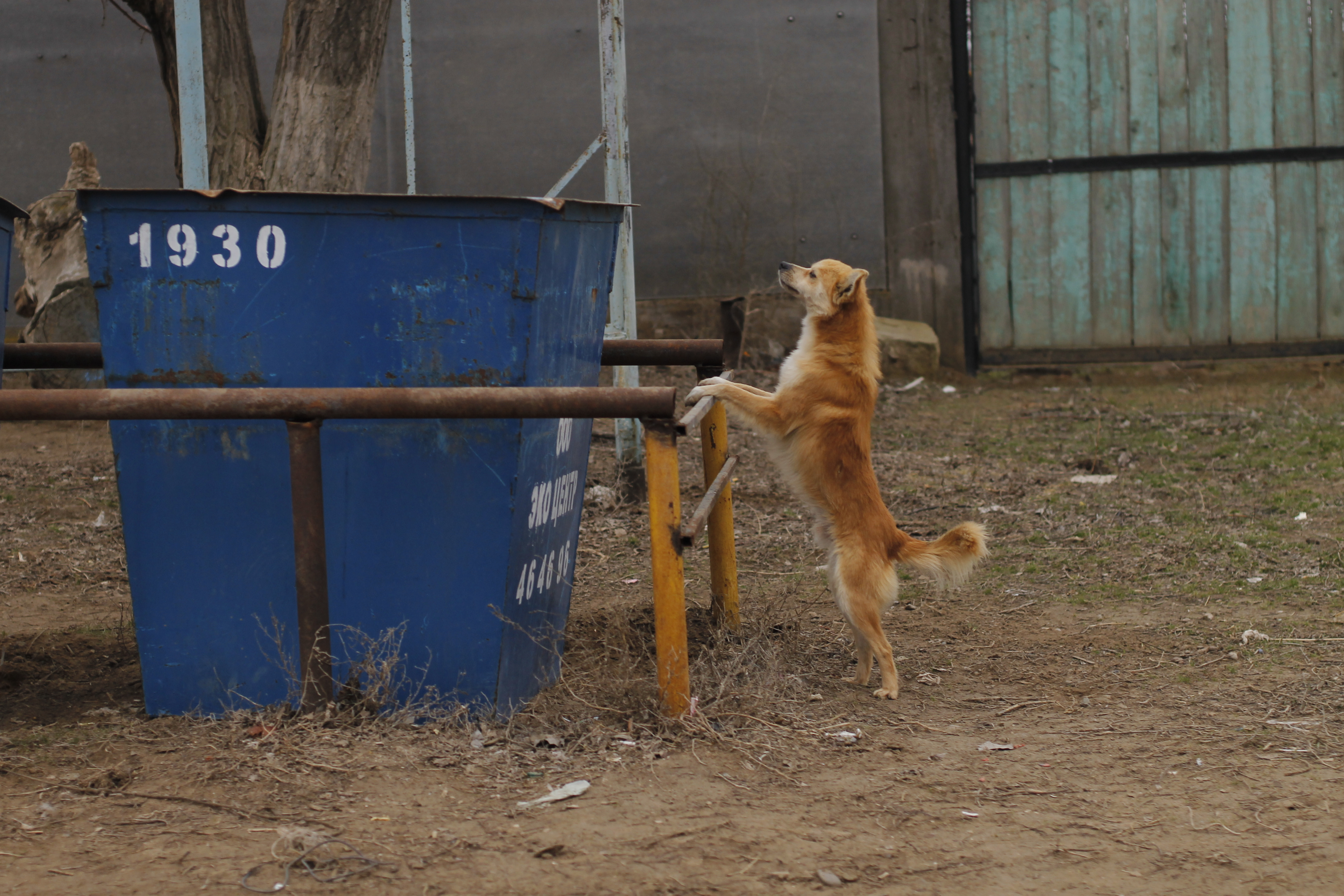
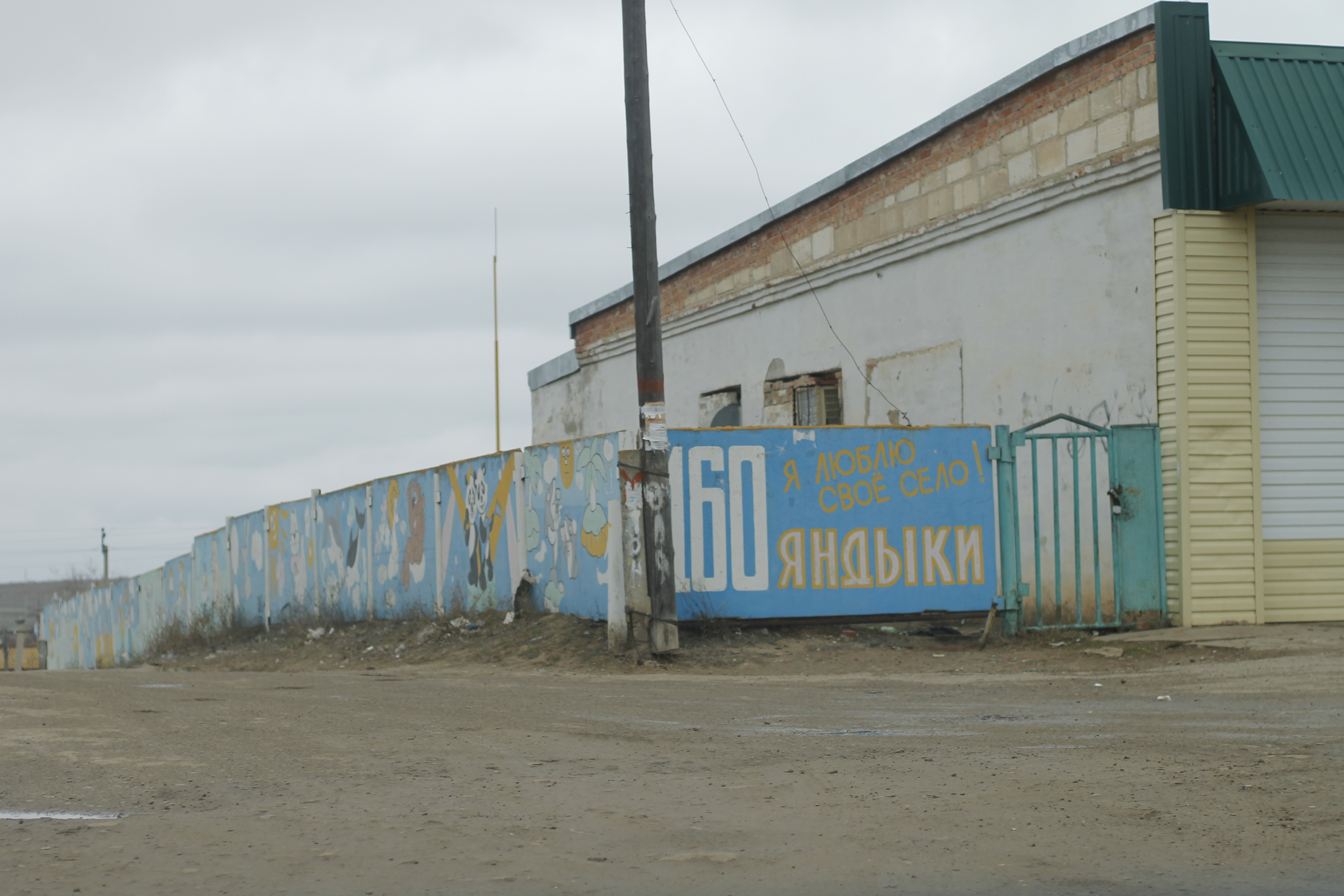